# Рікер (фільм)
«Рікер» (англ. Reeker) — американський фільм жахів 2005 р. режисера та продюсера Дейва Пейна. Пізніше знятий приквел, Нічийна земля: Зростання Рікера.

## Сюжет
Група молодих людей відправляється розвіятися та відпочити у безлюдне місце подалі від рідних місць. Не доїхавши до місця призначення, автомобіль ламається, бензопровід виявляється перерізаним. Тоді компанія перебирається у придорожній готель. Але ніяких людей поблизу немає, проте сліди їхньої присутності наявні. На території мотелю відмовляються працювати стільникові телефони та радіо. Але все-таки інколи з нього лунають повідомлення про дорожні події та перекриття шосе. Ближче до ночі герої фільму починають відчувати чиюсь присутність, їм мариться тінь та страшний сморід, що вона залишає за собою. Біля мотелю починають відбуватися таємничі події: зі смітника вилазить верхня половина тіла чоловіка та зникає у пустелі, з'являється водій фургону, котрий шукає свою загублену поблизу дружину, а на телефон час від часу поступають дивні виклики.

## У ролях
- Девон Гаммерсолл — Джек
- Дерек Річардсон — Нельсон
- Тіна Іллман — Гретхен
- Скотт Вайт — Тріп
- Аріель Кеббел — Кукі
- Майкл Айронсайд — Генрі
- Ерік Мебіас — Редфорд
- Марша Стрессмен — Роуз
- Лес Дженкі — водій вантажівки
- Девід Хедінгер — Рікер
- Керол Руджиер — мама
- Пол Грінштейн — тато
- Пол Батчер — малюк
- Стівен Злотнік — офіцер Берн
- Крістофер Бойер — офіцер Менсфілд
- Веслі Томпсон — офіцер Тейлор
- Алехандро Патіно — Велес медик

## Виробництво
Це був останній фільм Марсії Страссман перед її смертю 24 жовтня 2014 р. у віці 66 років.

## Критика
Фільм має 54% свіжості на Rotten Tomatoes, 7 з 13 критиків надали йому позитивні відгуки. Рейтинг на IMDb — 5,2/10.